# Koyoi wa yume o misasete
„Koyoi wa yume o misasete” (jap. 今宵は夢を見させて) – cyfrowy singel japońskiej piosenkarki Mai Kuraki, wydany 8 sierpnia 2018 roku. Utwór posłużył jako ending serialu anime Tsukumogami kashimasu.

## Lista utworów
| Nr | Tytuł utworu                                         | Tekst      | Kompozycja | Aranżacja    | Długość |
| -- | ---------------------------------------------------- | ---------- | ---------- | ------------ | ------- |
| 1. | „Koyoi wa yume o misasete” (jap. 今宵は夢を見させて) | Mai Kuraki | Sairenji   | Mine Kushita | 4:01    |

## Notowania
| Lista                    | Pozycja |
| ------------------------ | ------- |
| mora Weekly Singles      | 4       |
| music.jp Weekly Singles  | 9       |
| RecoChoku Weekly Singles | 9       |
| Dwango Weekly Singles    | 10      |